# 伯尔德奥厄
伯尔德奥厄是德国萨克森-安哈尔特州的一个市镇。总面积25.40平方公里，总人口1934人，其中男性959人，女性975人（2011年12月31日），人口密度76人/平方公里。